# Nino Vaccarella
Nino Vaccarella (n. 4 martie 1933, Palermo, Italia – d. 23 septembrie 2021, Palermo, Italia) a fost un pilot de Formula 1. De-a lungul carierei a luat startul în 4 curse, niciuna din pole-position. Nu a câștigat nicio cursă și nu a terminat niciodată pe podium, acumulând 0 puncte în întreaga activitate ca pilot de Formula 1.